# Statue de David de Sassoun
La statue de David de Sassoun est une statue équestre installée en 1959 à Erevan à proximité de la gare d'Erévan en Arménie. Œuvre du peintre et sculpteur Ervand Kotchar et de l'architecte Michael Mazmanian, elle représente David de Sassoun à cheval.

## Présentation
La sculpture est fabriquée en cuivre et en basalte. Ses dimensions : 9,3 mètres de haut pour un périmètre au sol de 6,5 sur 2,2 mètres.
Le projet débute en 1939 dans le but de commémorer les 1 000 ans de l'épopée de David de Sassoun. Ervand Kotchar de retour de Paris s'attaque à la réalisation et aurait bouclé celle-ci en dix-huit jours. Le projet est interrompu en 1941 lors de l'arrestation de Kotchar.
La mairie d'Erevan réactive le projet seulement en 1957 et choisit la place de la Gare (Place Sasuntsi Davit) pour installer la sculpture. Cette dernière est inaugurée le 3 décembre 1959.